# Kulturmiljö
Kulturmiljö betecknar sedan 1980-talet den miljö som påverkats och formats av mänsklig aktivitet och som därigenom berättar om människors liv. 
Kulturmiljön är en helhet som kan upplevas och studeras empiriskt. Ofta betonas den ”fysiska” miljön, samhällen, bebyggelse, byggnader med inredning, möbler och dess övriga interiörer, trädgårdar, staket, stängsel, väg- och järnvägsnät, gatljus, infrastruktur såsom el- och telenät, Jordbrukssamhället inklusive skog, gläntor och stigar, väderkvarnar, vindkraftverk, industrier och industriområden för att bara ge exempel. Men detta är bara delar i den sammanhängande helhet som kulturmiljön utgör. 
Fornlämningar och andra yngre lämningar från mänsklig verksamhet, odlingsrösen, gamla husgrunder och annat är del i kulturmiljön. Den omfattar även de kulturlämningar som finns under mark och vatten och endast är åtkomligt arkeologiskt. Ofta räknas även ortnamn som del av kulturmiljön. 
Kulturmiljön är inte statisk. Den formas kontinuerligt av människors vilja eller passivitet, vilket ibland leder till bevarande, ibland utveckling, ibland förödelse.

## Historik
Före 1970-talet syftade ordet kulturmiljö vanligen på ett tänkande som präglade, förenade och odlades av en viss grupp av kulturintresserade personer. 
Begreppets moderna betydelse formades under 1980-talet ur behovet av en ny helhetssyn på vårt kulturarv (mycket tydligt uttryckt i propositionen om Kulturmiljövård 1987/88:104). Begreppet kulturmiljö blev grund i ett nytt tänkande som ersatte eller kompletterade ett äldre synsätt, med fokus på avgränsade objekt, exempelvis en skyddad äldre värdefull byggnad. Enligt det nya synsättet kunde byggnad och omgivande miljö inte åtskiljas. De skulle hellre betraktas som en dynamisk helhet, som brukas, används och förändras. 
Termen kulturarv, som blivit mer uppmärksammad under 2000-talet, används i en vidare mening och omfattar även ett immateriellt arv, minnen, föreställningar, berättelser, musik, konst, språk. Skillnaden mellan kulturarv och kulturmiljö är framför allt att det förra har varit föremål för viss värdering och blivit definierat och utnämnt till kulturarv. 
Traditionellt har kulturmiljö ställts mot naturmiljö, trots att det i södra Sverige är mycket tydligt att landskapet, inte minst skogen, helt är formad av mänskligt brukande.

## Kulturmiljö som juridisk term
Inledningsparagrafen i kulturminneslagen fastslår att "det är en nationell angelägenhet att skydda och vårda vår kulturmiljö. Ansvaret för detta delas av alla, såväl enskilda som myndigheter skall visa hänsyn och aktsamhet mot kulturmiljön. Den som planerar eller utför ett arbete skall se till att skador på kulturmiljön såvitt möjligt undviks eller begränsas."
I den norska kulturminneslagen definieras "kulturmiljø" som "områder hvor kulturminner inngår som del av en større helhet eller sammenheng". I svensk tradition har begreppet dock en vidare betydelse. 
I miljöbalken används ordet kulturmiljö ett flertal gånger (ofta ställt vid sidan av naturmiljö). I propositionen hade det framhållits: 
"Kulturmiljön omfattar den av människan skapade och påverkade yttre och inre miljön samt såväl ett materiellt som ett immateriellt arv. I propositionen om Kulturmiljövård (prop. 1987/88:104) aviserades en ny politik, som tydliggör bl.a. att frågor rörande kulturmiljön är en del av miljöpolitiken. Detta markerades bl.a. genom att området rubricerades kulturmiljövård, mot den tidigare benämningen kulturminnesvård. I propositionen om kulturpolitik (prop. 1996/97:3 sid. 156) slår regeringen fast att kulturvärden är en oskiljaktig del av miljön. En betydande del av de problem och hot som kulturmiljösektorn förväntas motverka är också gemensamma med naturmiljösektorn. I den praktiska hanteringen av vår gemensamma miljö är det därför av särskild vikt att olika sektorer och synsätt kan förenas till gagn för en långsiktigt hållbar förvaltning och utveckling av miljön."
I skogsvårdslagen användes termerna kulturmiljövård och kulturmiljövärde ett flertal gånger. 